# Saraha

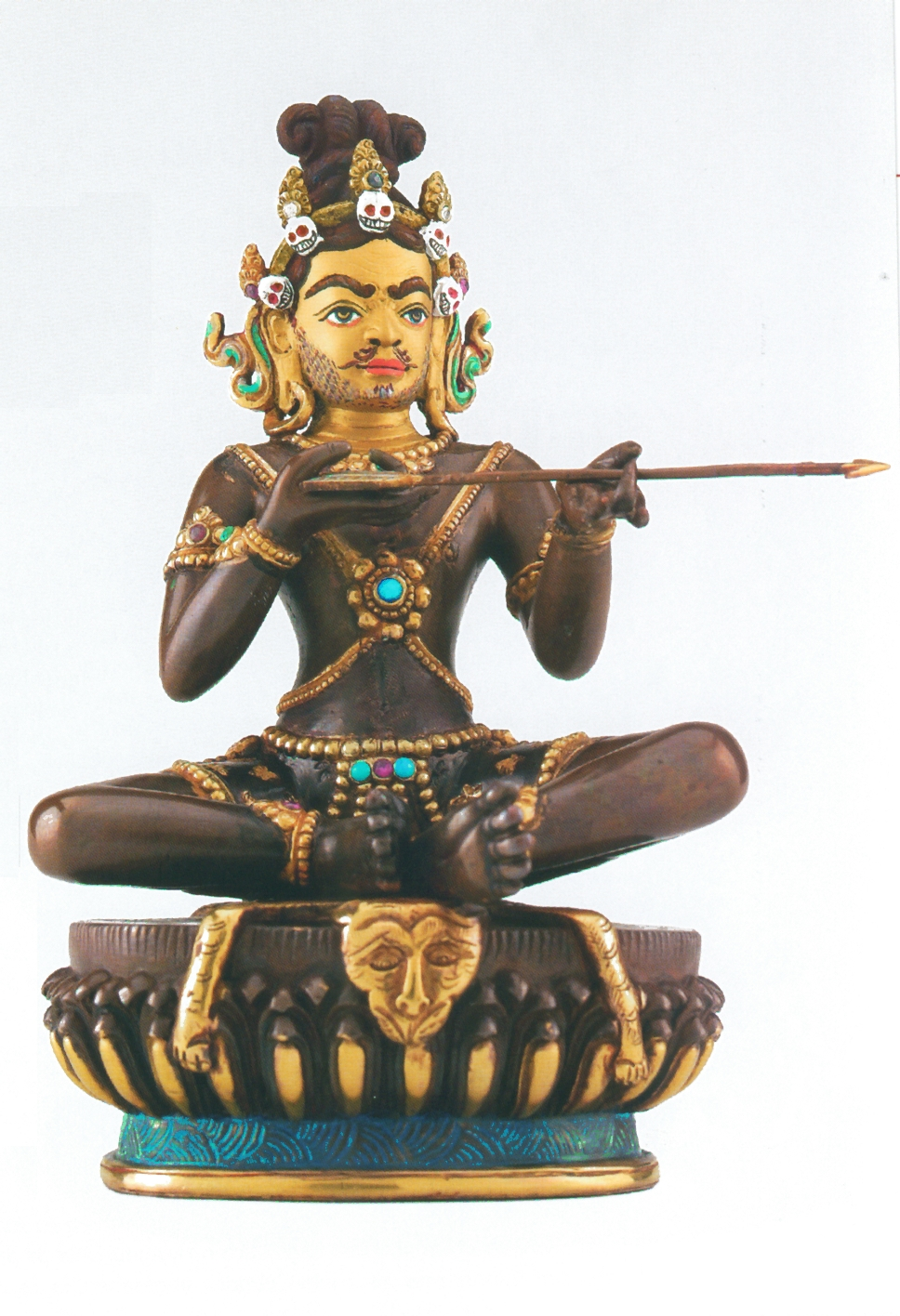
Bronce de Saraha, probablemente fabricado en Nepal.

Saraha (hindi: सरह), Sarahapa (hindi: सरहपा, (oriya: ସରହପା))  o Sarahapāda (hindi: सरहपाद) ; conocido originalmente como Rāhula o Rāhulbhadra fue un mahashidda hindú del siglo VIII considerado uno de los fundadores del budismo vajrayāna y en particular de la tradición mahamudra. Sus dohas se recopilaron en Dohakośa. El sistema de escritura de sus escritos se asemeja al del oriya actual y la lengua en sí parece preludiar al oriya, al angika y parte al maithili. Para Rahul Sankrityayan, Sarahapada podría ser el primer autor en estas lenguas y en hindi.
Nació al este de la India, en lo que sería Bhagalpur, Raggyee, la entonces capital de Anga Desh, en una familia brahmán. Estudió en la universidad budista monástica de Nalanda.